# Sidi Bou Saïd

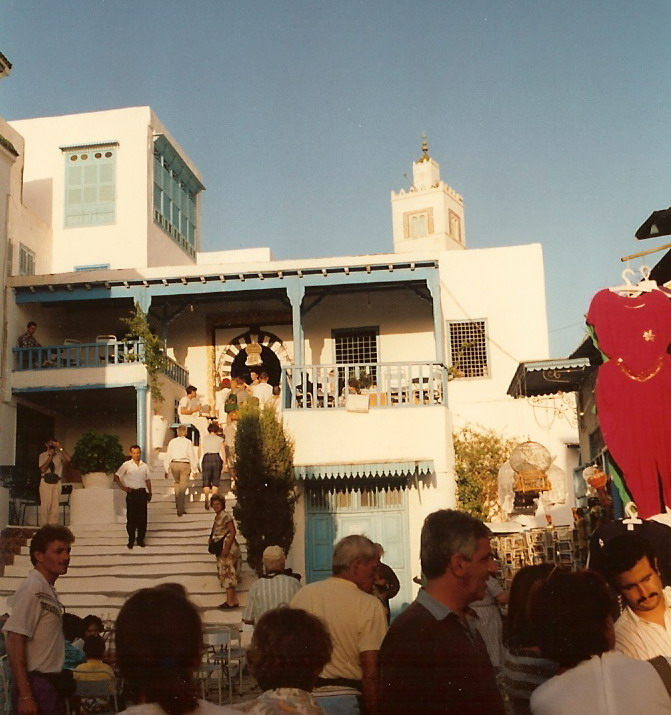
Sidi Bou Said (Cafeneaua „Café des Nattes”

Sidi Bou Saïd este un oraș în nordul Tunisiei, situat la 20 km nord-est de capitala țării, orașul Tunis, pe malul Mării Mediterane. Are 5,4 mii de locuitori (2004). Este una din cele mai vechi și renumite stațiuni de pe coasta nord-africană a Mediteranei. Stațiunea a fost frecventată de multe figuri marcante ale vieții culturale europene : François-René de Chateaubriand, Gustave Flaubert, Alphonse de Lamartine, André Gide, Simone de Beauvoir, Michel Foucault, Paul Klee ș.a. În anul 1912, fascinat de frumusețea locului, baronul Rudolf von Ehrlanger construiește aici un splendid palat înconjurat de un vast parc, care astăzi adăpostește Centrul muzical mediteranian. Casele din partea veche a Sidi Bou Saïdului combină arhitectura arabă și cea andaluză, orașul fiind numit și micul "paradis alb și albastru" datorită culorilor predominante. În anul 1915 autoritățile coloniale franceze au plasat centrul orașului sub protecție ca monument de istorie și cultură.

### Obiective turistice
- Cafeneaua „Café des Nattes”, sursă de inspirație pentru tabloul “Cafeneaua maură” de pictorul expresionist August Macke și cunoscută în toată lumea grație melodiei lui Patrick Bruel „Au café des délices”.
- Centrul de muzică arabă și mediteraniană, găzduit în fosta vilă extravagantă a baronului Rodolphe d'Erlanger (construită între 1912-1922).